# 조니케이크
조니케이크(영어: Johnnycake)는 옥수수가루로 만드는 북아메리카의 팬케이크이다. 초기 미국인들의 주식이었으며 뉴펀들랜드에서 자메이카에 이르는 아메리카 동부 해안가에서 주로 섭취되었다. 쇼니케이크 또는 조니브레드라고도 불리며 호케이크도 이 빵을 나타낼 때 쓰이는 용어 중 하나이다. 미국 원주민들에 의해서 만들어졌을 것으로 추정되고 있다. 도미니카 공화국, 바하마, 콜롬비아, 그리고 버뮤다에서도 볼 수 있다.
현대의 조니케이크는 뉴잉글랜드 지방에서 주로 찾을 수 있으며 로드아일랜드에서 특히 유명하다. 현대의 조니케이크는 또한 옥수수가루를 바로 가공하지 않고 걸쭉한 죽을 만들어 가공되었다. 걸쭉한 죽은 주로 옥수수가루와 소금, 뜨거운 물과 우유로 만들어지며 달게 만든 죽이 조니케이크에 사용되기도 한다.

## 어원

### 조니케이크
용어 "조니케이크" (Johnnycake)는 1739년에 사우스캐롤라이나주에서 처음 사용되었다. 역시 "조니케이크"로 발음되는 다른 용어 (Journeycake)는 더 늦은 시기인 1775년에 미국 남부에서 처음 언급되었다.
1765년의 한 문헌에 따르면 이 용어는 조너킨 (Jonakin)이라는 단어로부터 비롯되었다. 또한 인디언 옥수수로 만들어진 미국 원주민의 빵 이름으로부터 비롯되었다는 설도 있다. 많은 사람들이 동의하지 않지만 이 용어는 이 빵의 다른 이름인 "쇼니케이크" (Shawneecake)로부터 시작되었다는 설도 있다.

### 호케이크
옥스포드 영어사전에 따르면 용어 "호케이크" (Hoecake)는 1745년에 처음 언급되었고 많은 작가들에게 사용되었다. "호" (Hoe)라고 불리는 철 프라이팬으로 구워져서 이 이름이 붙여졌다는 설도 존재한다.

## 역사
유럽의 개척자들이 아메리카에 도착할 때까지 아메리카 원주민들은 요리에 갈린 옥수수를 쓰고 있었다. 조니케이크는 역시 갈린 옥수수를 쓰고 있었던 북아메리카의 한 원주민 민족에 의해 처음 만들어졌다. 이 원주민 민족은 어떻게 조니케이크를 만드는지 다른 원주민 민족과 유럽인들에게 가르치기도 하였다.
현재 미국 남부 문화는 미국 남부에 위치하던 초기 원주민 문화로부터 시작되었다. 옥수수 역시 이 문화로부터 시작되어 현재 남부 식사의 주식이 되었다. 옥수수는 콘브레드나 그리츠와 같은 빵에서부터 위스키와 같은 독한 주류에 이르기까지 여러 가지 음식에 사용되었다. 조니케이크와 같은 콘브레드는 싸고 종류 또한 다양하기 때문에 미국 남북 전쟁 기간에 유명했다.

## 나라

### 오스트레일리아
오스트레일리아에서 "조니케이크"라는 용어는 옥수수가루가 아닌 밀가루로 만드는 퀵 브레드를 가리킨다.

### 도미니카 공화국
도미니카 공화국의 조니케이크는 "야니케케" (Yanikeke)로 불린다. 도미니카 공화국의 스페인인이 처음으로 만들었다는 설이 유력하며 영국인이 만들었다는 설도 있다. 이 케이크는 일반적인 조니케이크와 달리 옥수수가루 대신 밀가루가 들어가며 베이킹 소다와 물 또한 첨가된다. 야니케케는 해변가에서 먹는 음식으로 유명하며 특히 보카치카 해변에서 유명하다.

### 미국
미국의 조니케이크는 로드아일랜드주에서 처음 만들어졌다. 이후 조니케이크는 뉴잉글랜드 지방의 주식이 되었다. 현대의 미국 조니케이크는 걸쭉한 옥수수 죽으로 만들어지는데 죽에는 옥수수가루와 함께 뜨거운 물과 우유, 그리고 소금이 들어간다. 남부 미국에서는 조니케이크가 "호케이크"로 불린다.

## 같이 보기
- 콘브레드
- 옥수수빵
- 미국 요리
- 콜롬비아 요리